# Формула Шварца
Формула Шварца — формула в математике, названная в честь немецкого математика Карла Шварца.

## Формулировка
Для любой функции {\displaystyle f(z)}, аналитичной в {\displaystyle \Delta =\{z:|z|<1\}} и непрерывной в {\displaystyle \partial \Delta } в этом круге справедливо следующее интегральное представление:
{\displaystyle f(z)={\frac {1}{2\pi }}\int \limits _{0}^{2\pi }\,u(e^{i\varphi })\,{\frac {e^{i\varphi }+z}{e^{i\varphi }-z}}\,d\varphi +iv(0)}
где {\displaystyle u} и {\displaystyle v} — вещественная и мнимая часть {\displaystyle f} соответственно.